# Parafia św. Jadwigi Królowej w Ostrowcu Świętokrzyskim
Parafia pw. Świętej Jadwigi Królowej w Ostrowcu Świętokrzyskim – parafia rzymskokatolicka znajdująca się w diecezji sandomierskiej, w dekanacie Ostrowiec Świętokrzyski. Parafia erygowana w 1988 z terenu parafii św. Michała Archanioła w Ostrowcu Świętokrzyskim. Mieści się na osiedlu Stawki.